# Synogdoa burgessi
Synogdoa burgessi är en fjärilsart som beskrevs av Collenette 1957. Synogdoa burgessi ingår i släktet Synogdoa och familjen tofsspinnare. Inga underarter finns listade i Catalogue of Life.